# Risberg, Älvdalens kommun
Risberg (älvdalska Raisbjärr) är en fäbod och en Vasaloppskontroll i Älvdalens socken i Älvdalens kommun.
Orten fanns redan på 1600-talet som fäbodvall och återfinns i 1663–1664 års fäbodinventering. Den har varit s.k. hemfäbod till Evertsberg. Vallen ligger 410 m ö.h. Vid storskiftet fanns här 257 byggnader, varav 33 stugor. I Risbergs fäbod har många av de genuina, fina gamla stugorna bevarats. Idag används de i största utsträckning för fritidsändamål. Hela fäboden är inhägnad av en på senare år restaurerad gärdesgård. I Risberg finns ett stenbrott som är äldre än det som finns i grannbyn Mångsberg.
Risberg är den tredje av Vasaloppskontrollerna i spåret mellan Berga by och Mora.